# FCジンナン
FCジンナン（エフシージンナン）は、1972年に誕生した日本の女子サッカーで初のクラブチーム。東京都リーグの強豪チームで多くの代表選手を輩出したが、1986年に日産自動車をスポンサーとする「日産FCレディース」となり、発展的解消を遂げた。

## クラブの概要・歴史
1972年に誕生した日本の女子サッカーで初のクラブチーム。日本サッカー協会（JFA）の女性事務局員が「週刊サッカーマガジン」（ベースボール・マガジン社）誌上でのメンバー公募などにより呼びかけ、これを見た高校生や社会人などにより結成された。
名称のジンナンは東京都渋谷区内にあり、NHKの所在地としても知られる地名「神南」に由来するが、当時はこの地に在った岸記念体育会館内にJFAの事務局が置かれていたため、ここの職員による男子チーム「FC神南」の許可を得た上で命名された。
結成当時は女性用のサッカー用具がなかったため、ジュニア用スパイクに、男子Sサイズのサッカーパンツをダボダボで身に付け、またなかなか練習場が見つからない状態ではあったがサッカー好きの集まりということもあり、楽しく行っていたといわれる。
1977年には第2回AFC女子選手権（チャイニーズタイペイ）に日本代表チームとして参加。1979年3月に日本女子サッカー連盟が誕生し、翌1980年に開催された第1回全日本女子サッカー選手権大会では初代女王となった。
「女釜本」と呼ばれた石川通子（いしかわ・みちこ）や山田弥生などのスター選手を続々と誕生させ、後には日本女子代表（なでしこジャパン）の中心選手となりなでしこジャパン監督を務めた高倉麻子も中学校・高校時代は週末に福島県から通っていた。また、同チームで活躍した岡島喜久子はその後に日本サッカー協会の女子部門で要職を務め、2021年に開始される女子のプロサッカーリーグ、WEリーグの初代チェア（代表者）となった。
1989年から女子にも全国リーグ（日本女子サッカーリーグ）が作られることになったため、FCジンナンは1986年から日産自動車をスポンサーとする「日産FCレディース」となり、発展的解消を遂げた。
ただし、男子チームの日産自動車サッカー部が横浜マリノスとして新設の日本プロサッカーリーグ（Jリーグ）に参加が決まると、レディースチームは経費削減の対象となり、Jリーグ開始初年の1993年限りで解散したため、FCジンナンの歴史を直接受け継ぐサッカーチームは存在しなくなった。

## 獲得タイトル
- 全日本女子サッカー選手権大会：1回
  - 1979年